# Abschlussklasse: Wilde Jugend – 1975
Abschlussklasse: Wilde Jugend – 1975 ist ein französischer Spielfilm von Cédric Klapisch aus dem Jahr 1994. Die Tragikomödie ist der erste Beitrag einer dreiteiligen Reihe von Filmen, die in den Jahren 1993 bis 1995 entstanden, von ARTE koproduziert wurden und zeitlich jeweils ein Jahrzehnt später angesiedelt sind.

## Handlung
Zehn Jahre nach ihrem Baccalauréat treffen sich die vier Freunde Alain, Bruno, Léon und Momo auf der Entbindungsstation, da ihre Freundin Sophie ein Baby erwartet. Der Vater des Kindes ist Tomasi, der vor einem Monat an einer Überdosis Drogen gestorben ist. Die Freunde erinnern sich in Rückblenden an ihre bewegte Jugend in den 1970er Jahren an einem Pariser Lycée, an ihre Demonstrationen gegen Arbeitslosigkeit, erste Experimente mit Drogen, den Unterricht und die ersten Freundinnen.

## Kritiken
Das Lexikon des internationalen Films schrieb, der Film bemühe sich um „zeitgeschichtliche Detailtreue“ und ziele nicht auf Nostalgie ab, sondern versuche, „junge Menschen in einer Umbruchphase zu zeigen“.
Die Fernsehzeitschrift rtv kommt zu dem Fazit: „Intensiv und bewegend in Szene gesetzt.“

## Auszeichnungen
Auf dem Filmfestival Paris wurde Cédric Klapisch mit dem Publikumspreis ausgezeichnet.